# Ричард Бах
 Ричард Дејвид Бах (23. јун 1936 –) је амерички књижевник и авијатичар, најпознатији по филозофском роману Галеб Џонатан Ливингстон који је 70-их година XX века постао међународни бестселер. У њему, као и у роману Илузије: Авантуре колебљивог месије, изнео је став према коме су физичка ограничења и смртност људских бића најобичнија илузија; такође, тврди да је потомак Јохана Себастијана Баха. Многе његове књиге се такође баве летењем, а он сам је био пилот још од 17 година.
У септембру 2012. године тешко је повређен када се његов авион срушио у Њујорку. Том приликом тринаест људи је погинуло, а осам лакше повређено.